# Daniel Batz
Daniel Batz (Erlangen, 12 januari 1991) is een Duits voetballer die speelt als doelman. In juli 2023 verruilde hij 1. FC Saarbrücken voor Mainz 05.

## Clubcarrière
Batz kwam in 2005 in de jeugdopleiding terecht van 1. FC Nürnberg. Voor die club speelde hij drie jaar lang bij de beloften, voordat hij in 2011 werd overgenomen door SC Freiburg. Aldaar was hij ook voornamelijk actief voor het tweede elftal, maar op 5 mei 2012 mocht hij zijn debuut maken in de Bundesliga, toen met 4–0 verloren werd van Borussia Dortmund.
In de zomer van 2015 liet Batz Freiburg achter zich, met deze ene wedstrijd als enige competitieduel in het eerste elftal achter zijn naam. Hierop trok hij naar Chemnitzer FC. In een half seizoen kwam hij slechts tot twee competitieduels en hierop tekende hij bij SV Elversberg. Na anderhalf jaar verkaste Batz naar 1. FC Saarbrücken, waar hij zijn handtekening zette onder een verbintenis voor de duur van twee seizoenen. Dit contract werd in februari 2019 met twee seizoenen verlengd tot medio 2021.
Medio 2023 verkaste Batz naar Mainz 05, waar hij voor twee seizoenen tekende. Zijn die zomer aflopende verbintenis werd in april 2025 met een jaar verlengd.